# みちしお (潜水艦・2代)
みちしお（ローマ字：JS Michishio, SS-591, TSS-3609）は、海上自衛隊の潜水艦。おやしお型潜水艦の2番艦。艦名は満潮から由来し、この名を受け継いだ日本の艦艇としては、旧海軍の朝潮型駆逐艦「満潮」、あさしお型潜水艦「みちしお」（SS-564）に続き3代目にあたる。

## 艦歴
「みちしお」は、中期防衛力整備計画に基づく平成6年度計画2700トン型潜水艦8106号艦として、三菱重工業神戸造船所で1995年2月16日に起工され、1997年9月18日に進水、1999年3月10日に就役し、第1潜水隊群第1潜水隊に編入され呉に配備された。
2007年1月9日から4月11日までの間、ハワイ派遣訓練に参加。
2017年2月27日、練習潜水艦「あさしお」（はるしお型潜水艦7番艦）の除籍に伴い、練習潜水艦に種別変更され、潜水艦隊直轄第1練習潜水隊に編入された。定係港は呉。
同年3月18日から5月1日、護衛艦「あきづき」とともに平成28年度外洋練習航海（飛行）を実施し、マレーシアのコタキナバルに寄港した。
2020年6月18日、潜水艦の乗組員に女性が起用されることが決定し、同年10月29日、初の女性潜水艦乗組員が誕生した。
2025年3月14日、除籍。

### 歴代艦長
| 代 | 氏名     | 在任期間               | 出身校・期 | 前職                             | 後職                             | 備考 |
| -- | -------- | ---------------------- | ---------- | -------------------------------- | -------------------------------- | ---- |
| 1  | 古庄英治 | 1999.3.10 - 1999.12.9  | 防大21期   | みちしお艤装員長                 | 潜水艦隊司令部幕僚               |      |
| 2  | 山本政雄 | 1999.12.10 - 2001.4.1  | 防大24期   | 潜水艦隊司令部                   | 自衛艦隊司令部幕僚               |      |
| 3  | 末松勝弥 | 2001.4.2 - 2002.3.24   | 防大25期   | 運用開発隊                       | 自衛艦隊司令部幕僚               |      |
| 4  | 篠原 泉  | 2002.3.25 - 2005.2.28  | 防大28期   | 防衛大学校次席指導教官           |                                  |      |
| 5  | 大林幸義 | 2005.3.1 - 2006.2.28   |            | 海上幕僚監部人事教育部援護業務課 | わかしお艦長                     |      |
| 6  | 柴田 篤  | 2006.3.1 - 2009.3.24   |            | 潜水艦教育訓練隊                 | 艦艇開発隊潜水艦科長             |      |
| 7  | 植田康照 | 2009.3.25 - 2010.3.4   | 防大34期   | 潜水艦隊司令部                   | もちしお艦長                     |      |
| 8  | 樋口賢吾 | 2010.3.5 - 2011.3.24   |            | 統合幕僚監部運用部運用第1課      | 潜水艦教育訓練隊                 |      |
| 9  | 脇本武彦 | 2011.3.25 - 2012.10.31 | 防大36期   | 潜水艦教育訓練隊                 |                                  |      |
| 10 | 野田益弘 | 2012.11.1 - 2014.7.6   |            | 潜水艦教育訓練隊                 |                                  |      |
| 11 | 安永 崇  | 2014.7.7 - 2015.3.4    |            | 潜水艦隊司令部                   | くろしお艦長                     |      |
| 12 | 椎橋憲之 | 2015.3.5 - 2016.3.6    | 防大39期   | 潜水艦教育訓練隊                 | 艦艇開発隊                       |      |
| 13 | 岡本雄二 | 2016.3.7 - 2017.2.12   | 防大42期   | 潜水艦教育訓練隊                 | もちしお艦長                     |      |
| 14 | 岡崎淳平 | 2017.2.13 - 2018.1.17  | 防大41期   | 海上幕僚監部防衛部運用支援課     | ちはや副長                       |      |
| 15 | 稲垣芳朗 | 2018.1.18 - 2019.3.14  | 防大44期   | まきしお艦長                     | 統合幕僚監部防衛計画部防衛課     |      |
| 16 | 日置壮史 | 2019.3.15 - 2020.3.8   | 防大40期   | いそしお艦長                     | 海上幕僚監部指揮通信情報部情報課 |      |
| 17 | 阿部純一 | 2020.3.9 - 2022.3.21   | 防大39期   | しょうりゅう艦長                 | 自衛艦隊司令部                   |      |
| 18 | 藤本 孝  | 2022.3.22 - 000000     |            | とうりゅう艦長                   |                                  |      |
| 末 | 長野修司 | 000000-2025.3.13       |            |                                  |                                  |      |